# Suspensión (automóvil)

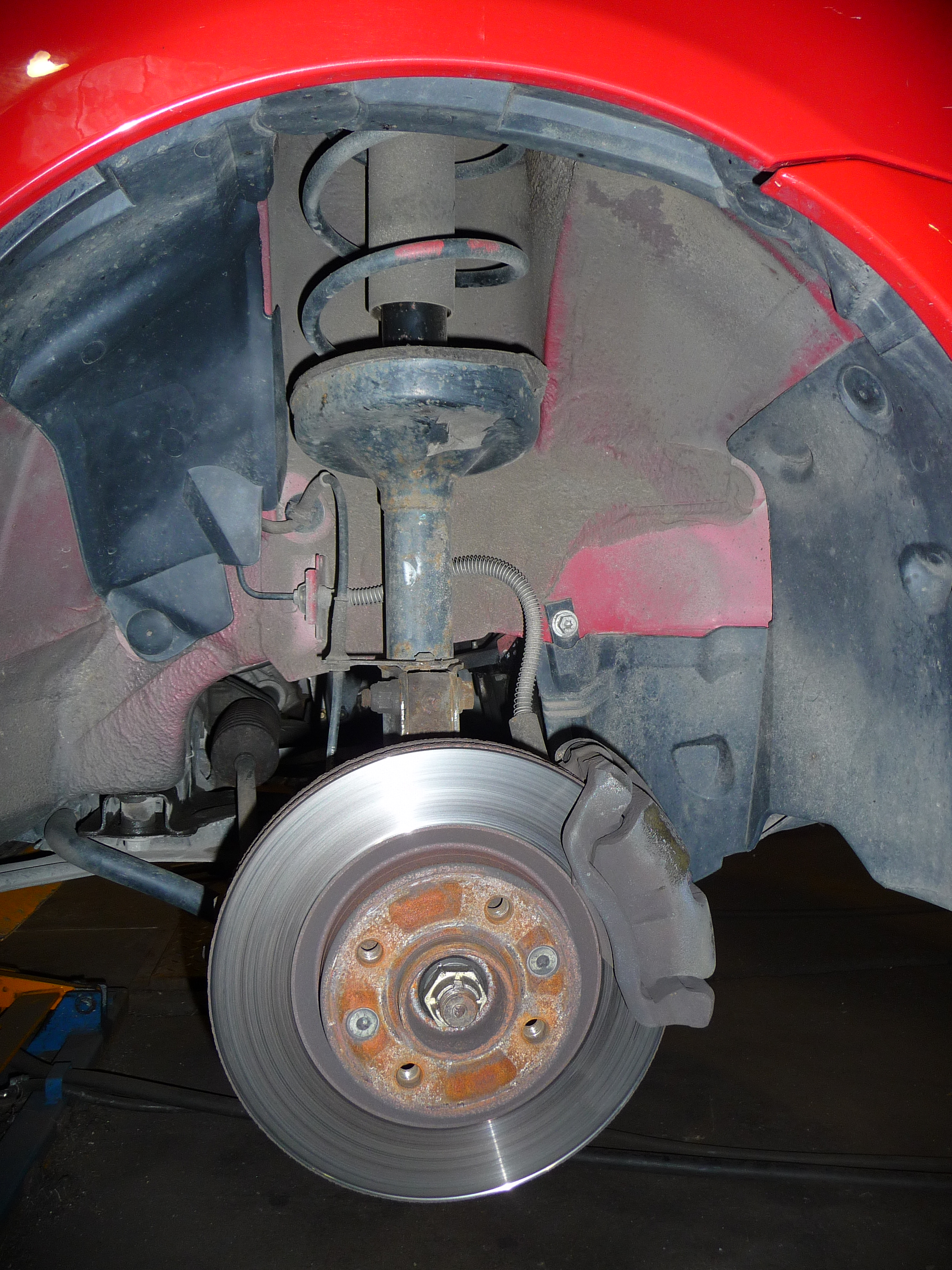
Suspensión delantera McPherson en un Renault.

El término suspensión se refiere al conjunto de componentes que conectan las ruedas con el chasis de un vehículo permitiendo el movimiento relativo entre ambos. La suspensión está constituida por un sistema de resortes metálicos (o menos frecuentemente de goma, neumáticos o magnéticos) que aíslan las irregularidades de la carretera a la carrocería, cuyas oscilaciones son detenidas por medio de amortiguadores, generalmente hidráulicos, que transforman la energía cinética en calorífica. Adicionalmente cuenta con un conjunto de elementos estructurales encargados de accionar resortes y amortiguadores guiando a las ruedas en su recorrido. Este conjunto de elementos puede diseñarse de muy distintas maneras, dando lugar a los diferentes sistemas de suspensión.
Los sistemas de suspensión buscan el compromiso entre dos requerimientos antagónicos; el mantenimiento de la estabilidad del vehículo sometido a poderosas fuerzas durante su desplazamiento y el confort de sus ocupantes.Para lograr un compromiso aceptable, los sistemas de suspensión aíslan la carrocería de las irregularidades de la carretera suspendiéndola sobre resortes metálicos, o menos frecuentemente de goma, neumáticos o magnéticos, mientras que sus oscilaciones son detenidas por medio de amortiguadores, generalmente hidráulicos que transforman la energía cinética en calorífica.
Adicionalmente, la suspensión de casi todos los vehículos utiliza una serie de elementos estructurales que accionan resortes y amortiguadores, guiando a las ruedas en su recorrido. Este conjunto de elementos da lugar a los diferentes sistemas de suspensión, cuyo diseño varía en función del tren, el tipo de vehículo o la utilización a la que se vaya a someter

## Geometría de Suspensión

### Objetivo
Cualquier tipo de suspensión está diseñado de modo que el trayecto que recorre la rueda a lo largo del recorrido de la suspensión -wheel motion-, sea conocido de antemano -fixed path-. Sin embargo este desplazamiento, pese a ser conocido, puede no ser el ideal debido a condicionamientos técnicos o económicos.
Idealmente la rueda debe desplazarse bajo todo tipo de circunstancias en un plano vertical perpendicular al suelo. Sin embargo hacer coincidir el desplazamiento prefijado con el ideal es una labor muy compleja, dado que los elementos de la suspensión que guían a la rueda no están fijados al suelo sino a la carrocería, que se mueve continuamente respecto a este. Además, dinámicamente las ruedas están somentidas a la interacción de distintas fuerzas combinadas -par de aceleración y frenado, fuerza centrífuga y lateral, etc-, cuyos efectos sobre los componentes y el recorrido de la suspensión deben ser escrupulosamente previstos para garantizar el control del vehículo.
Por tanto, el objetivo de la geometría de la suspensión será guiar las ruedas en un desplazamiento fijado respecto al vehículo, que sea lo más similar posible al desplazamiento ideal respecto al suelo, para ese vehículo en concreto y bajo todo tipo de circunstancias.

### Cinemática de la rueda
Desde el punto de vista geométrico, la rueda como cualquier cuerpo que se mueve en el espacio, lo hace sobre sus tres ejes lineales, sobre los que además puede rotar, dando lugar a un movimiento en hasta seis grados de libertad.
Los sistemas más complejos de suspensión independiente fijan la rueda a una pieza denominada mangueta, guiada por medio de elementos de suspensión sobre los que se articula. Estos sistemas permiten restringir los grados de libertad no deseados, que en los sistemas más complejos como las suspensiones multilink pueden ser restringidos hasta en 5 grados de libertad siendo posible un movimiento prácticamente perpendicular respecto al suelo con independencia del resto de las ruedas y de la inclinación de la carrocería.
En el resto de vehículos este movimiento vertical simplemente no es posible y se da por bueno un determinado grado de movimientos "parásitos", que afecten bien a los ángulos de la rueda o bien a su posición respecto al chasis del vehículo.
Adicionalmente la mayoría de los sistemas de suspensión modernos están diseñados de manera que el trayecto fijado de la rueda no sea estrictamente perpendicular a la vía, sino que adopte determinados ángulos respecto al chasis o incluso modifique ligeramente su posición respecto a este. Estos parámetros son:
- Ángulo de caída:
- Ángulo de convergencia:
- Ángulo de lanzamiento: Inclinación del Pivote de dirección
- Ángulo de Salida:
- Desplazamiento longitudinal de la rueda: Wheel Recession o modificación de batalla, característico de la suspensión por brazos tirados.
- Desplazamiento transversal de la rueda: Modificación de vía, característico de la suspensión por ejes oscilantes

## Elementos estructurales de la suspensión
Como se ha visto, el trayecto de la rueda fijado por el diseñador de la suspensión, puede distar significativamente del desplazamiento ideal respecto al suelo. El perfecto guiado de la rueda en todo momento y bajo toda circunstancia entraña gran dificultad técnica y habitualmente se recurre a compromisos que serán mayores cuanto más simple sea el sistema de suspensión.
Los sistemas de suspensión generalmente se dividen en dos grandes grupos, las suspensiones dependientes y las suspensiones independientes. En el primer caso, así como en las suspensiones semiindependientes, hablamos de ejes, mientras que para el segundo normalmente se utiliza el término "tren".
Los ejes de las supensiones dependientes están formados de una sola pieza rígida -ejes rígidos- que puede incorporarar los elementos de la transmisión-live axles-o no -dead axles-. Las suspensiones semiindependientes también están formadas por una sola pieza -eje torsional-, formados por dos brazos longitudinales unidos mediante de un travesaño torsional soldado entre ambos.

Los trenes de las suspensiones independientes están formados por múltiples componentes articulados tales como: 
- Brazos: Los brazos son elementos articulados horizontalmente sobre el chasis del vehículo. Cuando se articulan sobre un punto sobre en el chasis y otro en el elemento que porta la rueda hablamos de "brazos", cuando la articulación en el chasis es doble y única en la rueda nos referimos a "triángulos", mientras que los componentes con articulaciones múltiples en el chasis y la rueda son "trapecios".

Los brazos suelen ser rígidos y estar articulados también en la rueda, aunque en ocasiones pueden ser flexibles y estar sujetos firmemente a la rueda como los ballestines de empuje y reacción de los antiguos Seat 1500, o la hoja de control longitudinal y tirante de reacción denominada "control blade" en las suspensiones multilink de Ford.
- Pilares: Los pilares de suspensión son elementos telescópicos situados verticalmente. Las antiguas suspensiones por pilar deslizante utilizaban un pivote de dirección adaptado para permitir su deslizamiento sobre un pilar vertical. En la actualidad las suspensiones Mc Pherson han popularizado el uso de conjuntos de muelle y amortiguador muy rígidos con capacidad portante denominados struts en inglés -puntales o simplemente "conjuntos" en español-.

- Elementos de control auxiliar de la suspensión: A menudo brazos y conjuntos necesitan el apoyo de mecanismos para restringir los movimientos no deseados de las ruedas sometidas a poderosas fuerzas fruto de la inercia del vehículo y de la transmisión de potencia al suelo. Estos sistemas controlan la inclinación de la carrocería, el par de empuje y reacción, la fuerza lateral sobre la parte inferior del neumático exterior y guían el tren lateral y longitudinalmente.

## Tipos de suspensión

A la izquierda, vistos desde arriba, sistemas con la rueda anclada sólidamente al brazo. A la derecha, en vista frontal, sistemas articulados sobre eje de pivote o mangueta.

En la actualidad las suspensiones que se emplean en los automóviles de turismo son muy variadas, pudiendo incluso utilizarse para generar energía en vehículos eléctricos., si bien todas están basadas en unos pocos sistemas diferenciados:
Suspensión dependiente: las dos ruedas delanteras o traseras forman parte de un mismo eje. En estas suspensiones el movimiento de cada una de las ruedas no depende de su posición respecto de la carrocería sino de la otra rueda. Esto supone una gran ventaja de cara a la estabilidad, pues aísla su funcionamiento de la inclinación de la carrocería. A cambio hace cada rueda dependiente de la otra, provocando una respuesta característica ante las demandas de flexión y de torsión que definen las características de cada tipo de suspensión dependiente:
- Eje rígido: Las ruedas están unidas por un travesaño que ante demandas de flexión (movimiento de una sola rueda, por ejemplo al encontrar un obstáculo) responde con caída parásita el la otra.

- Eje de torsión: Las ruedas están unidas por un eje en forma de "U" o "H" donde hay dos brazos y un travesaño central. A diferencia del sistema anterior el travesaño siempre tendrá capacidad de torsionarse -retorcerse sobre su eje- actuando como una gran barra estabilizadora, ofreciendo además en función de su ubicación respecto a los brazos una u otra respuesta a la flexión, desde la posibilidad de ofrecer una respuesta semiindependiente como en los ejes torsionales estándar en H (VW Golf Mk IV), hasta una nula capacidad de flexión cuando las ruedas se colocan entre el travesaño -torsion crank axles- (Audi 100).

- Eje De Dion: Se trata de ejes rígidos motrices que cuentan con la particularidad de no incorporar los elementos de la transmisión, de modo que la masa no suspendida se reduce al mínimo incluso frente a suspensiones independientes.

Suspensión independiente: Cada una de las ruedas está aislada del movimiento de la otra. En este caso las ruedas son guiadas por una serie de elementos verticales -brazos- u horizontales -conjuntos muelle/amortiguador- dando lugar a un "tren".
En función del número y la disposición de los brazos y/o conjuntos la respuesta de la suspensión será muy distinta, siendo en general difícil conseguir aislar el trayecto recorrido por la suspensión de los movimientos de la carrocería a cambio de independizar su movimiento de la otra. Esto aporta ventajas en confort, manejo del vehículo sobre superficies irregulares y muy especialmente reduce sustancialmemte la masa no suspedida, especialmente en ejes motrices
Cuando se utilizan brazos transversales o longitudinales, articulados sobre el chasis por uno de sus extremos, inevitablemente se forzará al otro extremo a describir un arco. En los sistemas de suspensión más sencillos, donde solo se utiliza un brazo por rueda, esta se verá forzada a describir este mismo arco en sentido transversal (suspensión por eje oscilante) o longitudinal (suspensión por brazo tirado o transmisión semihotchkiss).
Sin embargo cuando se emplean sistemas articulados sobre dos o más brazos, como en la suspensión por triángulos superpuestos o la multilink se consigue restringir este movimiento circular formando un paralelogramo deformable. Para ello se utiliza una pieza denominada mangueta articulada entre los brazos por medio de rótulas o anclajes fijos en función de qué grados de libertad interesa restringir.

## Eje delantero

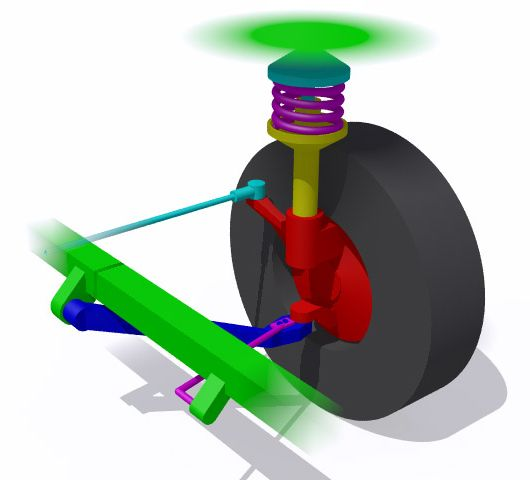
Una suspensión MacPherson en la rueda delantera derecha de un vehículo de tracción trasera.

En casi todos los turismos el eje delantero es independiente, desde hace ya bastantes años ya que permite un contacto mejor de las ruedas con el suelo al girar. La suspensión más utilizada en el eje delantero es la de tipo MacPherson y sus variantes más modernas basadas en ella.
Asimismo en los vehículos de categorías superiores se emplea la suspensión de doble trapecio, más costosa de construcción y con más ventajas de cara a la estabilidad; antiguamente era la única que se conocía.
Sin embargo, en el eje trasero las soluciones son mucho más variadas debido a que las ruedas suelen tener una dirección fija, por lo que no hay necesidad de que puedan rotar, además de que hoy día son mayoría los vehículos de turismo en los que tampoco soportan la transmisión. En esos casos se utilizan habitualmente soluciones más sencillas y baratas, sobre todo en los coches de gama más baja, en las que la suspensión en las ruedas traseras no es independiente. Estos tipos de suspensión, en principio, no tienen tan buen comportamiento como las independientes, pero su buen compromiso entre coste y comportamiento hace que sean ampliamente utilizadas.
Las soluciones empleadas en los ejes delantero y trasero suelen ser diferentes debido, principalmente, a que sólo las ruedas delanteras tienen direccionalidad. También depende de si la transmisión se realiza a las ruedas delanteras, traseras o a las cuatro ruedas.

## Eje trasero

Suspensión trasera independiente multibrazo.

La ausencia de direccionalidad en las ruedas traseras, además de que normalmente tampoco intervienen en la transmisión, hace que las soluciones empleadas en el eje trasero puedan ser más sencillas que las del delantero.
Los primeros automóviles tenían transmisión a las ruedas traseras, y el eje consistía en una unión rígida entre ambas ruedas. Habitualmente se empleaban ballestas para amortiguar el movimiento del eje, un sistema sencillo y de gran resistencia que actualmente se usa en los vehículos industriales y todo terreno por su robustez, capacidad de soportar peso y gran recorrido entre topes.
Con la llegada de la tracción delantera las soluciones para el eje trasero se simplificaron. La solución más sencilla y evidente es mantener un eje rígido pero sin soportar la suspensión. A partir de ahí se desarrollaron las suspensiones semiindependientes. Este tipo de suspensión se denomina "de ruedas tiradas", porque las ruedas cuelgan del soporte del eje, presentando una suspensión por muelle y el amortiguador. En algunos casos el muelle no es el típico helicoidal o espiral, sino por barras de torsión, sistema aún más sencillo y económico, que además deja mucho espacio de carga libre por ejemplo Renault 4 y sus derivados posteriores (Renault 5, Renault 6). Este tipo de amortiguación, con diferentes variaciones, todavía se utiliza en gran medida en los vehículos que se venden actualmente debido a su difícil tarea.
En los vehículos modernos de gama media-alta se montan suspensiones totalmente independientes. Una de las soluciones más sencillas de las de este tipo, muy utilizada todavía en la actualidad, aunque con pequeñas variaciones según el diseño, es la de tipo MacPherson. Este tipo de suspensión es mucho más efectiva que las anteriormente mencionadas porque el movimiento de una rueda no afecta a las demás. Sin embargo, la suspensión MacPherson tiene el inconveniente de que no mantiene exactamente la geometría de rodadura en todo momento porque describe un movimiento ligeramente circular.